# Pterostigmă

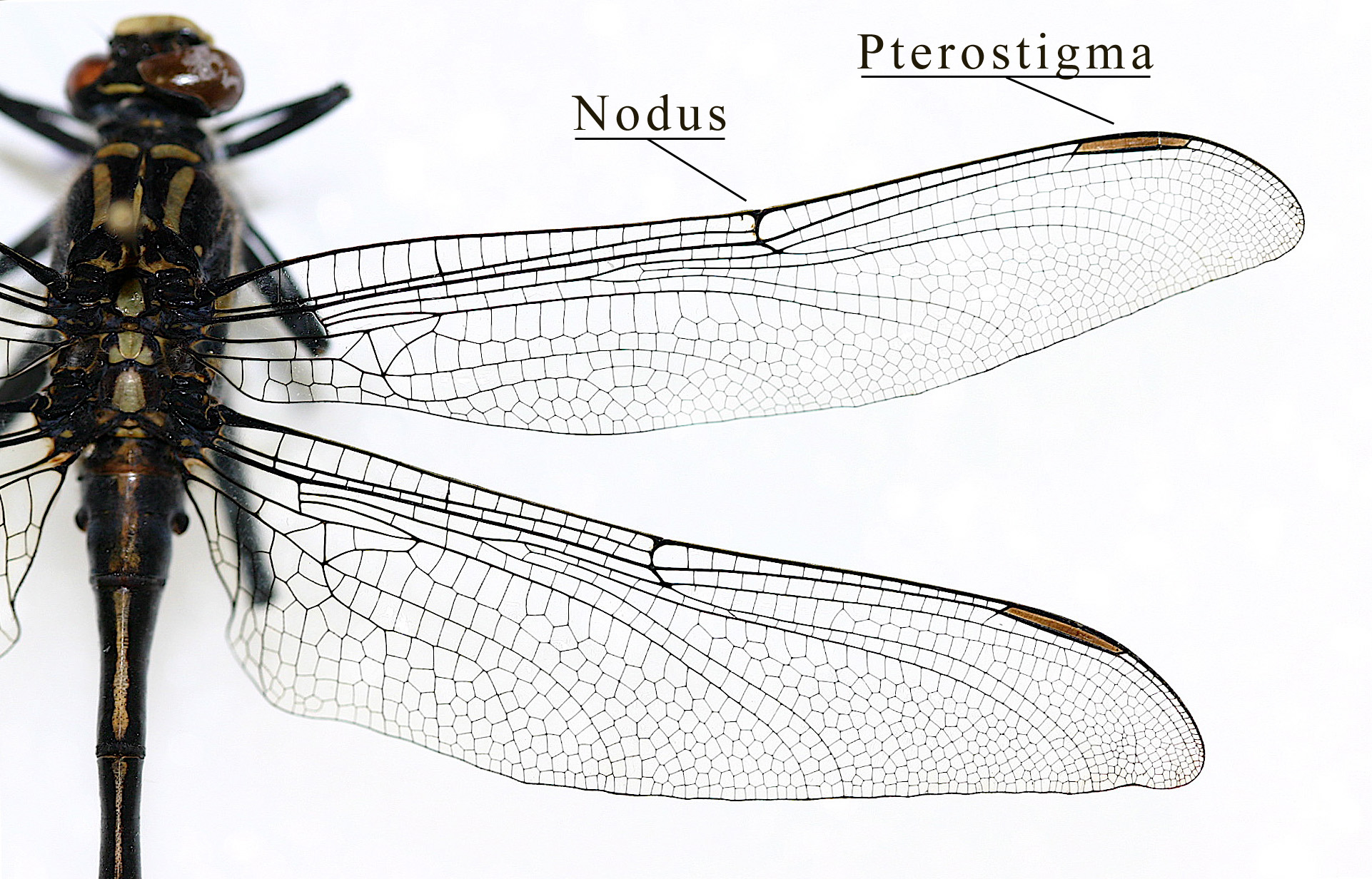
Aripa unei libelule, indicând pterostigma

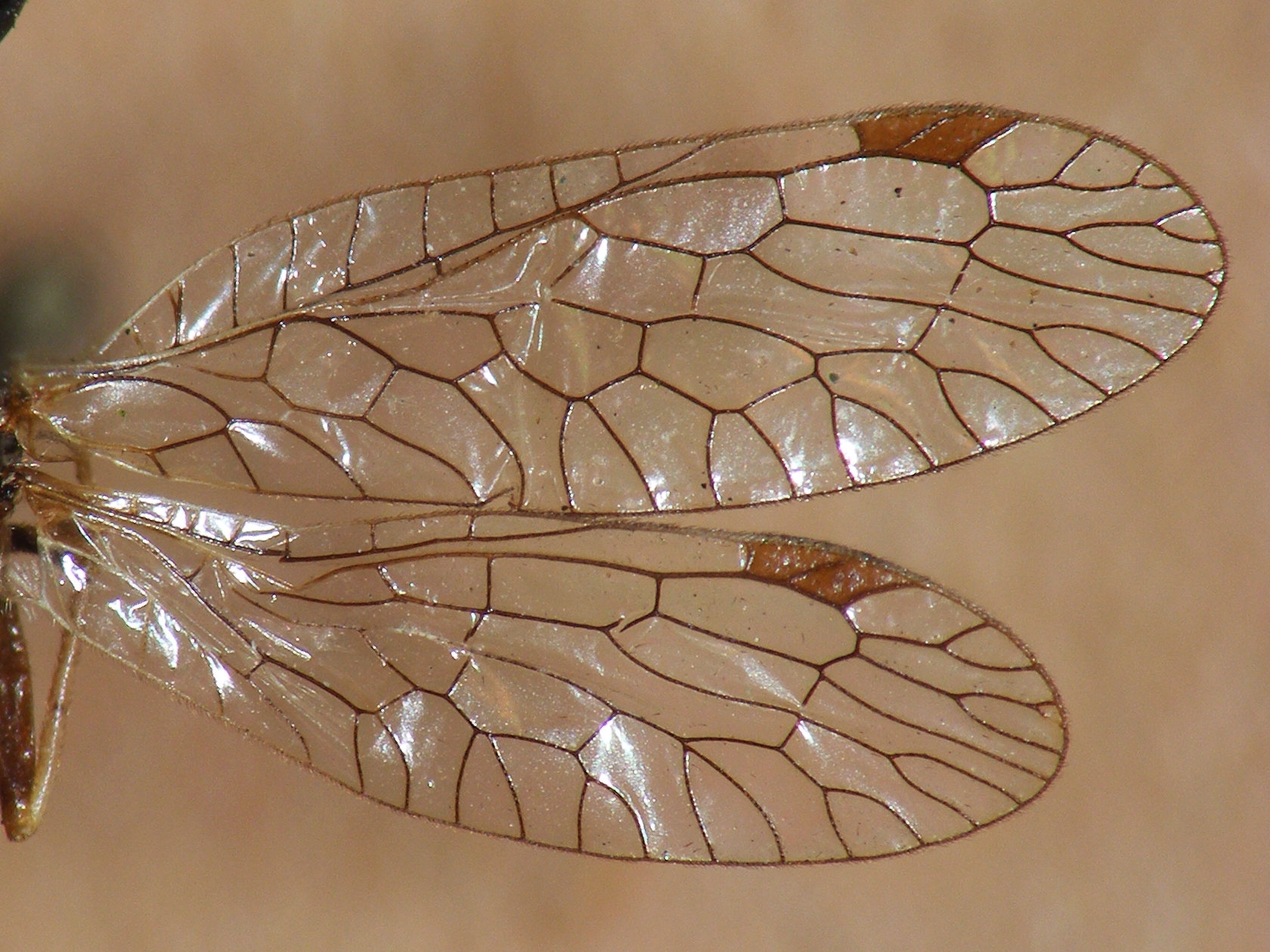
Aripile unui raphidioptera

Pterostigma (din grecescul pteron ”aripă” și stigma ”semn”) este o zonă mai întunecată de pe aripile celor mai multe specii de libelule (odonate), situată către marginea anterioară a fiecărei aripi și spre capătul acesteia. Reprezintă un important criteriu taxonomic.

## Scop
Pterostigma, o secțiune mai grea a aripii decât secțiunile din apropiere, ajută la zbor. Testele arată că, prin pterostigmata, viteza critică de zbor este crescută cu 10-25% la o specie de libelule.